# Le Cercueil enchaîné
Le Cercueil enchaîné et autres histoires (The Chained Coffin and others) est un recueil d’histoires de la série Hellboy, et son troisième tome publié aux éditions Delcourt.

## Synopsis
Le Cadavre : 1959, en Irlande, Hellboy découvre un être surnaturel qui avait pris l'apparence d'un bébé. Pour rendre l'enfant véritable à ses parents, Hellboy doit enterrer un cadavre en terre consacrée avant le lever du soleil.
Bottes de Fer : 1961, Hellboy doit délivrer les landes Irlandaises d'un lutin maléfique.
La Baba Yaga : 1964, Russie, la Baba Yaga s'exile à la suite de son combat contre Hellboy dans un cimetière.
Un Noël sous terre : 1989, Angleterre, une vieille dame meurt et fait promettre à Hellboy de remettre un objet à sa fille. Pour cela, Anung Un Rama doit descendre dans une crypte où vit la jeune fille, recluse depuis son mariage avec un monstre.
Le Cercueil enchaîné : Hellboy retourne sur les lieux de sa première apparition sur Terre, lors de la réalisation du projet Ragna Rok. Il y découvre deux personnes veillant un cercueil enchaîné : dans ce cercueil se cache leur mère, craignant le retour du démon qui fut son amant. Lors de ce moment, les origines d'Hellboy, issu de l'union d'un démon et d'une humaine, sont sous-entendues.
Les Loups de Saint-Auguste : 1994, Hellboy et Kate Corrigan enquêtent sur un massacre survenu dans un petit village des Alpes, qui concerne entre autres un prête ami du héros. Leurs recherches remontent au XIVe siècle et les fait rencontrer le dernier survivant d'une famille de loups maudits.
Presque colosse : en Roumanie, Liz se meurt à la suite des évènements de l'histoire Au nom du diable. De son côté, Roger cherche à mettre fin à ses jours lorsqu'il rencontre son frère, et qu'il découvre ses origines…

## Description
- Ce recueil de la série Hellboy révèle des informations essentielles sur les origines de ce dernier et de Roger l'homoncule.
- Les histoires nous présentent pour la première fois Alice Monaghan et Grom (Le Cadavre) et narrent comment la Baba Yaga a perdu son œil (La Baba Yaga). Ces évènements apparemment anodins prendront une importance considérable dans la vie du héros, notamment lors de l'arc The Storm and the Fury.
- Une erreur de dessin peut être constatée en dernière page de l'histoire La Baba Yaga : la "Main droite de la Mort" est en effet sur le bras gauche du héros[1].
- Le volume se clôt par une galerie d'illustration de grands noms de la bande dessinée (Kevin Nowlan, Duncan Fegredo,...).
- Une première version du recueil est parue chez Delcourt en 2000, puis une nouvelle édition augmentée en 2003 regroupant les histoires suivantes :

1. Le Cadavre *
2. Bottes de Fer *
3. La Baba Yaga
4. Un Noël sous terre
5. Le Cercueil enchaîné
6. Les Loups de Saint-Auguste *
7. Presque Colosse

Les titres suivis d’un astérisque sont des rééditions de l’album Les Loups de Saint Auguste publié par Dark Horse France.

## Publication
- Dark Horse Presents #100 (août 1995), The Corpse and the Iron Shoes (janvier 1996), Almost Colossus #1-2 (juin-juillet 1997), Hellboy Christmas Special (décembre 1997)
- Dark Horse (recueil original), 1998
- Delcourt (collection « Contrebande »), 2000 et 2003